# 訃報 2000年3月
訃報 2000年3月（ふほう 2000ねん3がつ）では、2000年（平成12年）3月中に物故した、又は物故が報じられた人物についてまとめる。

## （1日 - 15日）

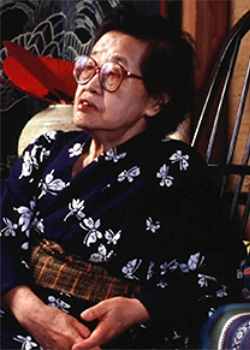
田中澄江／3月1日没

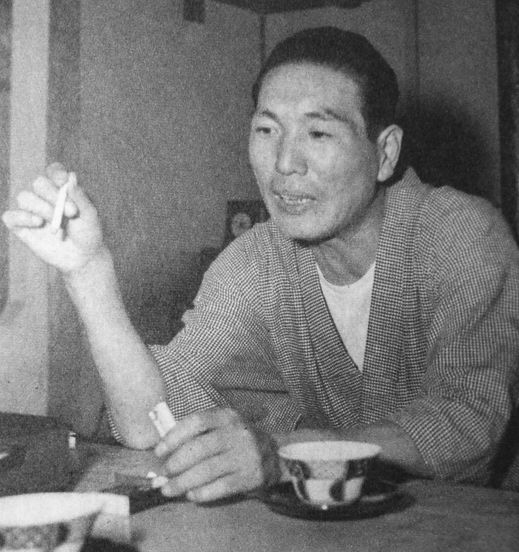
鶴岡一人／3月7日没

- 3月1日 - 田中澄江、脚本家・作家（* 1908年）
- 3月3日 - 伊東壮、経済学者（* 1929年）[1]
- 3月3日 - 岡道男、文学研究者（* 1931年）[2]
- 3月5日 - 山本恪二、彫刻家（* 1915年）[3]
- 3月5日 - 平田義正、天然物化学者（* 1915年）[4]
- 3月6日 - 真家ひろみ、歌手、元ジャニーズメンバー（* 1946年）[5]
- 3月7日 - 鶴岡一人、プロ野球選手、野球指導者（* 1916年）[6]
- 3月7日 - ウィリアム・ドナルド・ハミルトン、生物学者（* 1936年）
- 3月9日 - 佐々木良作、政治家、第4代民社党委員長（* 1915年）
- 3月9日 - イーヴォ・ロビッチ、クロアチアの歌手（* 1923年）
- 3月10日 - ジミー時田、歌手（* 1936年）
- 3月11日 - 松坂佐一、法学者（* 1898年）
- 3月12日 - 稲村稔夫、政治家（* 1928年）
- 3月13日 - 吉尾弘、登山家（* 1937年）
- 3月14日 - 長富政武、プロ野球選手（* 1923年）
- 3月14日 - 若林真、フランス文学者・作家・翻訳家（* 1929年）
- 3月15日 - 粟津號、俳優（* 1945年）

## （16日 - 31日）

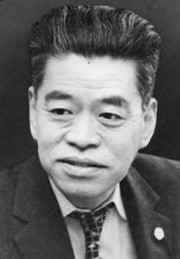
永井道雄／3月17日没

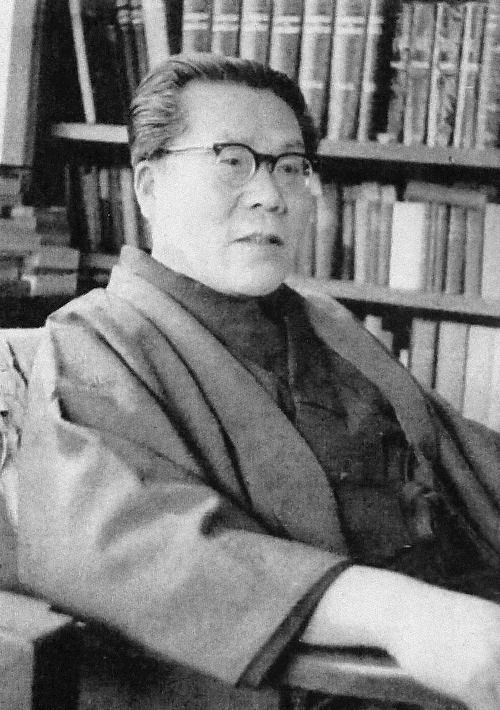
河盛好蔵／3月27日没

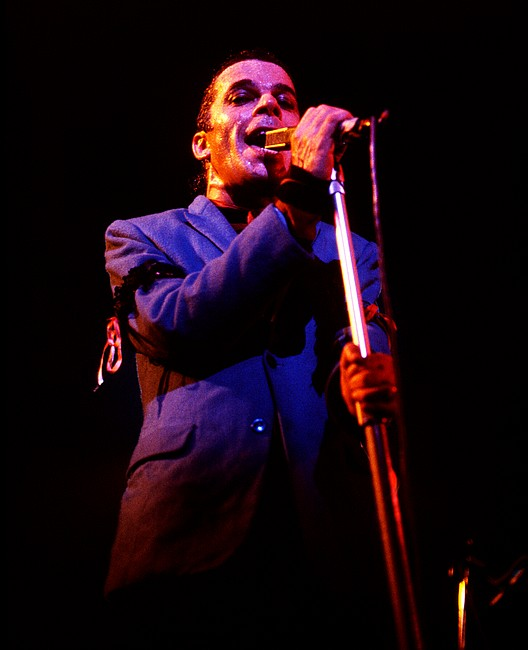
イアン・デューリー／3月27日没

- 3月17日 - 永井道雄、教育社会学者・元文部大臣（* 1923年）
- 3月21日 - 田波靖男、脚本家（* 1933年）
- 3月23日 - カール・シャウプ、租税法学者（* 1902年）
- 3月24日  - 越智伊平、政治家、元農林水産大臣・運輸大臣・建設大臣（* 1920年）
- 3月24日 - 小松原一男、アニメーター・キャラクターデザイナー・OH!プロダクション取締役（* 1943年）
- 3月27日 - 河盛好蔵、フランス文学者・評論家（* 1902年）
- 3月27日 - イアン・デューリー、ロック・ミュージシャン（* 1942年）
- 3月29日 - ケン・ピーターソン、映画プロデューサー（* 1908年）